# Citoyen 2.0
Citoyen 2.0 est une émission de télévision documentaire canadienne animée par la comédienne québécoise Laurence Latreille et diffusée depuis le 7 janvier 2021 sur la chaîne Unis TV. Elle met en lumière des initiatives de développement durable et d'économie sociale dans plusieurs communautés canadiennes.

## Synopsis
La série, produite en Colombie-Britannique, dresse le portrait de ce que pourrait être la vie citoyenne dans un futur désirable, une vie de citoyen 2.0, en documentant les modes de vie émergents entourant l'écocitoyenneté, le développement durable, l'économie sociale et solidaire et les modes de vie visant le bien-être des individus. La série construit une image positive du futur en montrant les exemples concrets, à échelle humaine, qui se font déjà à travers le Canada d'aujourd'hui. Au début de chaque épisode, l'animatrice Laurence Latreille se questionne sur un problème de société et présente plusieurs données exposant l'impact de cette problématique sur l'environnement et les populations. Elle montre ensuite le parcours de gens qui ont décidé de vivre différemment et qui, à leur manière, ont trouvé des façons de réduire ces impacts tout en se faisant augmenter leur niveau de bonheur et de bien-être par la même occasion.

## Épisodes
Chaque épisode de la série explore différentes tendances sociales visant à créer un nouveau monde ou une nouvelle façon de vivre en société par l'entremise de rencontres avec des Canadiens d'un océan à l'autre,.
1. Vivre sans déchets (stratégies zéro déchet)
2. Monnaie et échange (monnaies locales, économie de don)
3. Solitude (coopératives d'habitation, clubs sociaux)
4. Économie sociale (commerce solidaire, coopération)
5. Inclusion sociale
6. Éduquer pour demain (éducation nouvelle, Jardin pédagogique)
7. Économie circulaire
8. Agriculture (permaculture, gestion holistique du pâturage)
9. Repenser la ville (architecture écologique, mobilité partagée, Urbanisme écologique)
10. Partager la planète
11. Gaspillage alimentaire
12. Énergie
13. Simplicité volontaire